# La Petite Rosse
La Petite Rosse è un cortometraggio muto del 1909 scritto e diretto da Camille de Morlhon che ha come interprete principale il celebre comico Max Linder.

## Trama
Max, innamorato di una bella capricciosa, pur di ottenere la sua mano acconsente a misurarsi con il mestiere di giocoliere: se riuscirà a esibirsi con tre palle, otterrà infatti la sua mano. Max, ovviamente, non ci riesce, ma mette in atto uno stratagemma: invita nel suo appartamento la sua bella insieme a papà e, dietro a un paravento, dà sfoggio alla sua abilità. Ci vuole poco per la "piccola volpe" per capire il trucco di Max che è quello di aver nascosto dietro il paravento un vero giocoliere.

## Produzione
Il film fu prodotto dalla Pathé Frères.

## Distribuzione
Distribuito dalla Pathé Frères, fu presentato in prima a Vienna il 22 ottobre 1909 con il titolo Der geprüfte Heiratskandidat. Nelle sale francesi, uscì il 3 dicembre 1909. Nel Regno Unito, prese il nome di A Tantalising Young Lady mentre negli Stati Uniti, dove uscì il 28 marzo 1910, quello di The Little Vixen.